# 켈티베리아인

기원전 300년 이베리아의 언어 분포. 흰색이 인도유럽어족 즉 켈티베리아인에 해당한다.

켈티베리아인(Celtiberians)은 기원전에 이베리아반도 중부와 동부에 살았던 켈트족 집단이다. 이들은 인도유럽어족에 속하는 켈티베리아어를 사용하면서 이베리아 문자를 수용해 기록에 사용했다. 고고학적으로 켈티베리아인의 유물은 중앙유럽 켈트와 많은 연관성이 있지만 할슈타트 문화나 라텐 문화와 구분되는 차이점도 존재한다.
"켈티베리아인"에 대한 정확한 정의는 고대에도 현대에도 이루어진 바가 없다. 에브로 강을 경계로 인도유럽어족인 켈티베리아인들과 비인도유럽어족 사용 부족들이 나뉘었다는 것은 확실하지만 다른 면에서는 경계가 불확실하다. 많은 학자들은 아레바키 부족, 펠렌도네스 부족, 벨라이스코스 부족, 티티 부족, 루소네스 부족을 켈티베리아인의 범주에 넣고 있으며, 학자에 따라 베로네스 부족, 바카에이 부족, 카르페타니 부족, 로베타니 부족, 올카데스 부족, 루소네스 부족을 넣기도 한다.